# 錦川鯉
錦川 鯉（にしきがわ こい、1957年 - ）は、名水フリーライターは、水琴窟師。
広島県内1000ヶ所以上の名水、調査地点数、全国20000ヶ所以上。
共同井戸、自然湧水など、水に由来する話を集めて、「錦川 鯉の名水賛歌」シリーズを出版。
KN企画（KOI-NISHIKIGAWA　PROJECT）では、自費出版のサポートをし、作家が独立して出版活動を続けられるようコンサルタント業務をしている。2005年2月、広島の水場を守る会を発足。2005年8月、西日本作家協会設立。

## 書籍
- 『錦川鯉の名水賛歌 広島版 VOL.1』（著者 : 錦川鯉、発行所 : KN企画）2002年発行 ISBN 4-9901527-0-0
- 『錦川鯉の名水賛歌 広島版 VOL.2』（著者 : 錦川鯉、発行所 : KN企画）2002年発行 ISBN 4-9901527-1-9
- 『錦川鯉の名水賛歌 広島版 VOL.3』（著者 : 錦川鯉、発行所 : KN企画）2003年発行 ISBN 4-9901527-2-7
- 『錦川鯉の名水賛歌 広島版 VOL.4』（著者 : 錦川鯉、発行所 : KN企画）2003年発行 ISBN 4-9901527-4-3
- 『錦川鯉の名水賛歌 広島版 VOL.5―広島版 福山・府中地区の名水』（著者 : 錦川鯉、発行所 : KN企画）2006年発行 ISBN 4-9901527-6-X